# Ante Delaš
Ante Delaš, (nacido el 11 de marzo de 1988 en Salona, Croacia) es un jugador de baloncesto croata. Con 2.00 metros de estatura, juega en la posición de escolta. Es el hermano del también jugador de baloncesto Mario Delaš.

## Trayectoria
- KK Split (2005-2010)
- KK Trogir (2008-2009)
- KK Trogir (2010)
- KK Alkar (2010-2011)
- KK Zadar (2011-2013)
- Cedevita Zagreb (2013-2015)
- KK Kaštela (2015)
- KK Zadar (2015-2016)
- Belfius Mons-Hainaut (2016- )